# 米国債ショック
米国債ショック（べいこくさいショック）とは、アメリカの格付け機関スタンダード&プアーズ（S&P）が、2011年8月5日にアメリカの長期発行体格付けをAAAからAA+に格下げしたことによる、世界の株式・債券・通貨市場へ与えたショックのことをいう。
2011年1月に表面化し、同年5月から7月にかけてホワイトハウス・民主党とアメリカ合衆国議会（連邦議会）、とりわけ予算法案の先議権を持つ代議院（下院）の過半数を占める共和党との政争から財務省証券（United States Treasury security.いわゆる米国債）のデフォルト懸念に発展した米国債務上限引き上げ問題が一応の収束を見た直後の出来事であり、同時期にムーディーズがギリシャ国債の長期信用格付けを3段階引き下げたことで再燃したギリシャ経済危機を発端とするユーロ圏ソブリン危機と合わせて、一般に安全な金融商品とみなされていたアメリカやユーロ圏主要国のソブリン債への信頼性を揺るがす事態となった。

## 概略
S＆Pはアメリカの財政赤字の削減への対応が不十分であるとの認識を示し、2011年8月5日に、米国の長期発行体格付けを「AAA」から「AA+」に引き下げたと発表した。これによる全世界への影響を米国債（格下げ）ショック("United States federal government credit-rating downgrade")と呼ぶ。
この影響により日本（後述） 、中国（上海総合指数）、香港（ハンセン指数）、韓国（KOSPI）などのアジアの株価なども下がり、全世界の市場に影響を与えている。

## 背景
アメリカは連邦法で、連邦政府の債務（米国債の発行総額）に上限を定め、その設定を連邦議会に委ねている。上限額に到達すれば、連邦政府は新たな米国債発行ができなくなる。
2011年1月6日、財務省はティモシー・ガイトナー長官がハリー・リード元老院（上院）多数党院内総務に宛てた書簡を公開し、その中でガイトナーが「連邦債務は早ければ3月末に，2010年2月に連邦議会が決定した法定上限額である14兆2900億ドルに達する可能性がある」「連邦議会が上限引き上げを承認しない場合、深刻な結果を招く恐れがある」との見方を示していることを明らかにした。「深刻な結果」とは国債利払いなどの資金が不足する(デフォルト)他、一部の政府機関が閉鎖される事態を指すものとされる（米国債務上限引き上げ問題）。
2011年4月4日、ガイトナーはリード宛の書簡にて、連邦政府は5月16日に債務額が法定上限額に到達するとの見通しを示し、法定上限額が引き上げられなかった場合、財務省が特別措置を講じても7月8日以降は新たな借入が出来なくなると指摘した。
5月16日、ガイトナーは連邦議会指導部宛の書簡で、同日に発行された国債720億ドルをもって債務額が法定上限額に到達し、直ちに連邦職員年金基金への拠出を一時的に停止するなどの緊急措置をとったことを明らかにした。これにより、7月8日とされていた新規借入可能期限は8月2日に延ばされた。
バラク・オバマ大統領ら民主党と、下院の過半数を占める共和党は債務削減案を巡って対立。オバマ大統領と議会共和党を代表するジョン・ベイナー下院議長との交渉も膠着した。この間、ムーディーズはアメリカの政府債務格付けを引き下げ方向で見直すと発表している。
7月25日から31日にかけての与野党交渉で債務上限問題は妥結。期限当日の8月2日に債務上限引き上げ法（Budget Control Act of 2011）が成立し、ムーディーズはアメリカの政府債務格付けAaa据え置き確認を発表した。その3日後、これまで米国債について「クレジットウォッチ・ネガティブ」に指定するだけにとどめていたS＆Pは長期発行体格付けを引き下げた。

## 経緯

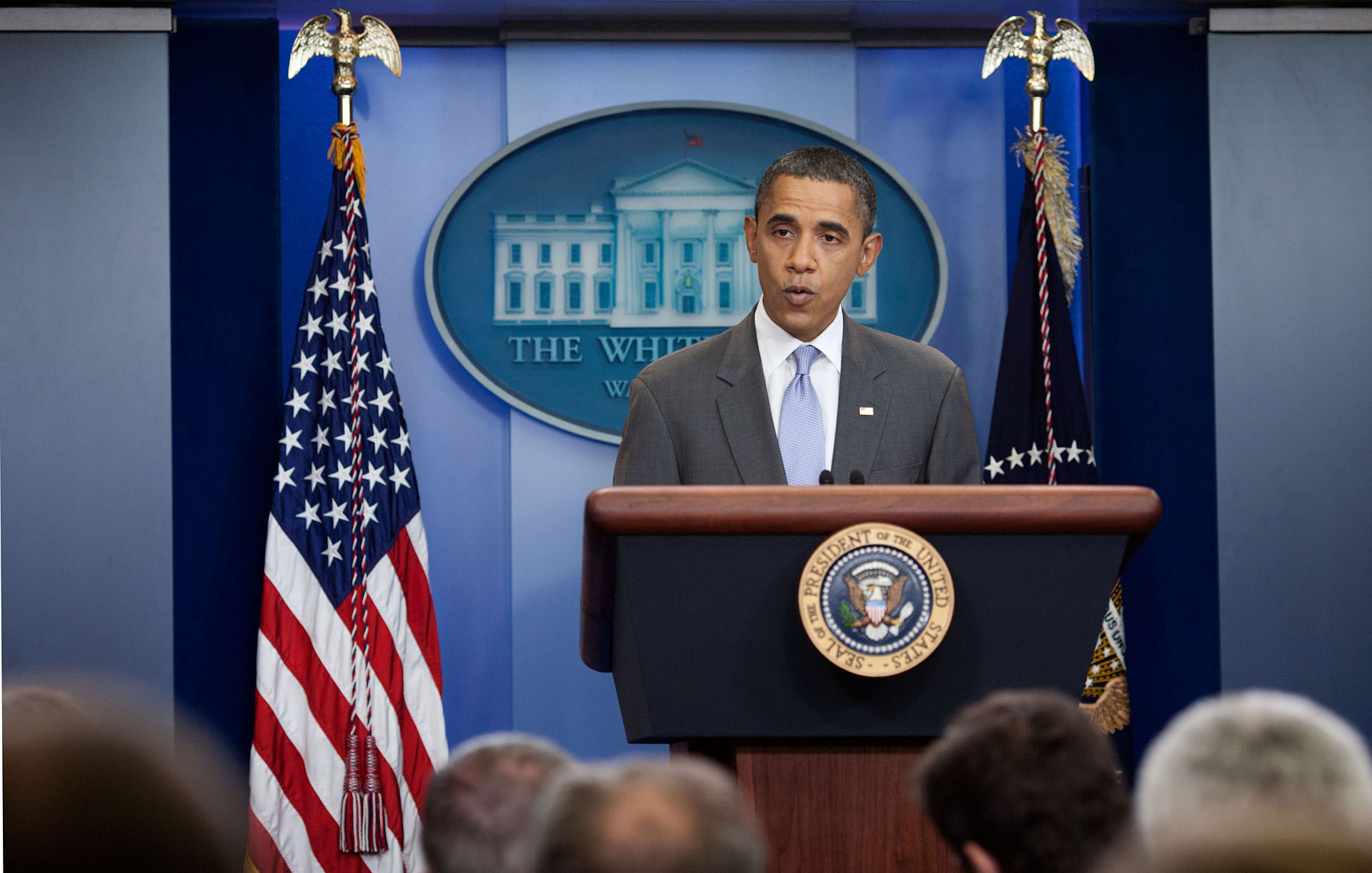
2011年7月31日、債務上限引き上げでの両党合意を発表するオバマ米大統領

- 2011年5月16日 - 米連邦債務、法定上限額に到達。財務省がデフォルト回避のための特別措置を実施。債務上限問題が表面化する。
- 2011年7月13日 - ムーディーズ、アメリカの政府債務格付けを引き下げ方向で見直すと発表[7]。
- 2011年7月15日 - S＆P、米国債を「クレジットウォッチ・ネガティブ」に指定[8]。
- 2011年7月23日 - オバマ大統領とベイナー下院議長との交渉が決裂[9]。
- 2011年7月25日 - 民主党と共和党、それぞれ債務削減案を発表。民主党案は「税収増は図らずに10年間に2兆7000億ドルの歳出削減を目指す。歳出削減額のうち1兆ドルは国防費（イラク、アフガニスタンからの撤退に伴う戦費減）削減。その他は政府系住宅金融機関の改革などで捻出。メディケアなど公的給付金プログラムは削減対象外」共和党案は「第1段階として債務上限を約1兆ドル引き上げると共に、10年間で裁量的経費を1兆2000億ドル削減、第2段階として連邦議会内に委員会を設置し、10年間に少なくとも1兆8000億ドルの節減を図る方策を検討、議会承認を経て2012年末までやりくりできる規模に債務上限を再引き上げ。赤字削減策としては税制改革や、メディケアなど公的給付金見直し」。[10]。
- 2011年7月26日 - 議会共和党保守派議員、前日発表の共和党案を「債務削減額が足りない」として反対を表明。[11]。
- 2011年7月31日 - 民主・共和両党、債務上限引き上げで合意。主な合意内容は「債務上限を2段階に分けて2兆4000億ドル引き上げ。今後10年にわたって歳出を9170億ドル削減。連邦議会内に特別委員会を設置し、税制改革や社会保障制度改正などでさらに1兆5000億ドルの歳出を削減するための取り組みを決定する」。[12]。
- 2011年8月1日 - 下院、債務上限引き上げ法（Budget Control Act of 2011）案を可決。
- 2011年8月2日 - 上院、債務上限引き上げ法案を可決。オバマ大統領は直ちに法案に署名し成立。同日、ムーディーズはアメリカの政府債務格付けAaaを確認。見通しは「ネガティブ」[13]。
- 2011年8月5日 - S＆P、アメリカの長期発行体格付けをAA+、見通しを「ネガティブ」に格下げ。
- 2011年8月7日 - S＆P、さらに財政赤字が悪化すればさらに格下げすると警告した。
- 2011年8月8日 - 世界同時株安。
- 2011年8月17日 - フィッチ・レーティングス、アメリカの長期発行体格付けAAA据え置きを発表[14]。

## S＆Pの見解
ロイターやCNNの報道によれば、S＆Pは今後10年間で4兆ドルの財政赤字削減が必要と見ており、米国債格下げは「財政赤字削減計画が米国の債務の安定化には不十分との見方を反映した」ものとしている。また、債務上限引き上げ法案を巡る連邦議会内の対立が長引いたこと、問題の起源はオバマ政権やブッシュ前政権よりずっと前までさかのぼるとも指摘している。
なお、短期発行体格付けについては最上級のA-1+に据え置いている。

## アメリカ市場の反応

### 債券市場
8月5日21時05分（GMT）時点の国債市場は、欧州債務危機への懸念が後退したことから、Tボンド（30年物利付債）は前日比3ドル10.50セント安の109ドル10.00セント（金利は前日比約0.14%高の3.8466%）、10年物Tノートは前日比1ドル12.50セント安の104ドル26.50セント（金利は前日比約0.16%高の2.5629%）、2年物Tノートは前日比2セント安の100ドル5.25セント（金利は前日比約0.03%高の0.2918%であった。
S＆Pの米国債格下げ決定後最初の取引となった8月9日21時25分（GMT）時点の取引では、国債価格はいずれも急上昇（金利は下落）した。Tボンドは前日比3ドル11.00セント高の112ドル21.00セントと前営業日の値を消した（金利は前日比約0.17%安の3.6721%）他、10年物Tノートは前日比1ドル31.50セント高の106ドル26セント（金利は前日比約0.22%安の2.3404%）と2009年2月以来の水準となった。

### 株式市場
8月4日のダウ平均株価は前日比512ドル76セント安の11383ドル68セントで引けた。翌5日は小幅反発したものの、週明けの8日は前日比634ドル76セント安の10809ドル85セントで引け、以後8月12日まで11000ドルを挟んで乱高下が続いた。

### 商品市場
ニューヨーク・マーカンタイル取引所（NYMEX）の金先物取引中心限月価格は1600ドル/1トロイオンス台後半で推移していたが、8月8日に1700ドル台、8月18日には1800ドル台を回復。8月22日には1891ドル90セントをマークし、1900ドル台に迫った。その後は下落し、8月末までは1800ドル台前半～1700ドル台後半で推移した。

## アメリカ政府の対応
S＆Pは米国債の格下げ決定に際し、同社の規定に則り、一般公開前に連邦政府に格付けのための数値や計算方法を閲覧させたことを明らかにしている。これについて、ロイターは「計算段階で2兆ドルの誤りがある」との政府関係筋の談話を報じている。
9月13日付のイギリス経済紙『フィナンシャル・タイムズ』は証券取引委員会（SEC）が、S＆Pの格付け計算モデルや同社社員によるインサイダー取引の疑いについて調査を開始すると報じた。またロイターは、S＆Pが2007年に与えた債務担保証券「デルフィナスCDO2007-1」に対する格付けが連邦証券法に違反しているとして、SECが法的措置に踏み切る可能性があると報じている。
S＆Pの親会社であるマグロウヒルは8月22日、9月12日付でデブン・シャーマ社長の退任とシティバンク最高執行責任者のダグラス・ピーターソンを後任とする人事を発表した。『フィナンシャル・タイムズ』は、この人事は上記の捜査とは無関係であると報じている。またS＆PはCNNの取材に対し、政府当局から2兆ドルの計算ミスを指摘されて直ちに修正したが、判断に影響はないと答えている。

## ムーディーズ、フィッチの反応
S＆Pと並ぶ大手格付け機関であるムーディーズとフィッチ・レーティングスは、米国債の最高級格付けを据え置き、S＆Pと異なる見解を示した。
既にムーディーズは2月2日付のリポートで、2011会計年度（10年10月～11年9月）予算教書における「2010会計年度（09年10月～10年9月）の財政赤字は過去最高の1兆5600億ドル、対国内総生産（CDP）比で10.6%に膨らむ」との連邦政府の予想について、「GDP比での債務水準を安定させず、債務の金利支払いに充てられる政府支出の割合は着実に増加している」と指摘。失業率が高止まりするなか、現時点で大規模な財政再建を行うことは政治的に困難で、経済の回復を遅らせる可能性があるとした。また財政委員会構想について「連邦政府は一段の措置が必要だと認識している」と見る一方、委員会が目標を達成するにはさらなる増税や歳出削減を必要とし、それは政治的に困難であるとの認識を示した。。これを受けて7月13日の時点で格付けを引き下げる方向で見直すと発表していたが、債務上限引き上げ法成立を受けて格付けを据え置いた。ただし見通しを「安定的」から「ネガティブ」に引き下げている。
フィッチは声明文の中で債務上限引き上げ法を高く評価し、「世界の金融市場における米国の重要な役割や、ドルの準備通貨としての地位、多様化された米経済が米国に対する信頼を支えている」と楽観的な見解を示した。しかしその一方で特別委員会の動きを見守り、進展が見られなければ見通しを「安定的」から「ネガティブ」に引き下げられる可能性が大きいともしている。アメリカ政府はフィッチの据え置き決定を歓迎した。

## 日本への影響

### 株式市場
米連邦債務が法定上限額に到達した2011年5月18日(日本時間)、日本の代表的株価指数である東証株価指数（TOPIX）と日経平均株価の終値はそれぞれ837.96と9662円8銭であった。同年7月上旬にはTOPIXは850台、日経平均は1万円台を回復したが、連邦議会の与野党交渉が大詰めに差しかかった7月28日以降それぞれ850台・1万円台を割り込んだ。さらに、8月5日には日経平均が9500円を、翌6日にはTOPIXが800を割り込み、8月9日には日経平均が9000円を割り込んだ。

### 外国為替市場
東京外国為替市場の米ドル/円相場は、7月の中旬あたりは終値1ドル79円台であったが、7月29日には終値1ドル76円73銭を記録した。8月2日に米連邦債務上限引き上げ法が成立、8月4日には日本銀行が総額4兆5129億円の市場介入を行い、終値1ドル79円6銭を記録したものの、S＆Pの発表により8月12日には終値1ドル76円67銭を記録した。

## 参照
1. ↑  “米国を「ＡＡ＋」に格下げ、赤字めぐる政策決定を批判－Ｓ＆Ｐ(3)”
2. ↑  “米国債ショック！円高、株安はさらに加速する”
3. ↑  “米連邦債務は3月末にも上限到達、金融危機上回る損害も＝財務長官”. ロイター・ジャパン 2011年10月23日閲覧。
4. ↑  “米連邦債務、5月16日までに上限到達＝財務長官”. ロイター・ジャパン 2011年10月23日閲覧。
5. ↑  “米債務は16日の国債発行で上限に＝財務長官”. ロイター・ジャパン 2011年10月23日閲覧。
6. ↑  “米国の政府債務格付Aaa を据え置き、見通しはネガティブ”. ムーディーズ・インベスターズ・サービス 2011年10月22日閲覧。
7. ↑  “UPDATE: ムーディーズ、米国債格付けを引き下げ方向で見直し”. ウォールストリート・ジャーナル日本語Web版 2011年10月22日閲覧。
8. ↑  “UPDATE:米国の格付けをクレジットウォッチ・ネガティブに＝Ｓ＆Ｐ”. ウォールストリート・ジャーナル日本語Web版 2011年10月22日閲覧。
9. ↑  “米政府債務交渉が決裂―下院議長が大統領との協議打ち切り”. ウォールストリート・ジャーナル日本語Web版 2011年10月22日閲覧。
10. ↑  “米民主、共和両党が別個の案を提示＝債務上限上げと財政赤字削減で”. ウォールストリート・ジャーナル日本語Web版 2011年10月22日閲覧。
11. ↑  “米共和党多数派が造反―債務上限問題の下院議長案に”. ウォールストリート・ジャーナル日本語Web版 2011年10月22日閲覧。
12. ↑  “UPDATE2: 米政府債務上限引き上げで与野党合意＝オバマ大統領”. ウォールストリート・ジャーナル日本語Web版 2011年10月22日閲覧。
13. ↑  “米国債Aaa格付けを確認＝ムーディーズ”. ウォールストリート・ジャーナル日本語Web版 2011年10月22日閲覧。
14. 1 2  “フィッチ、米国債格付けをトリプルＡに据え置き”. ウォールストリート・ジャーナル日本語Web版 2011年10月22日閲覧。
15. ↑  “Ｓ＆Ｐが米国債を「ＡＡプラス」に格下げ、最上級失うのは史上初”. ロイター・ジャパン 2011年11月8日閲覧。
16. ↑  “Ｓ＆Ｐが米国債を「ＡＡプラス」に格下げ、見通し「ネガティブ」”. ロイター・ジャパン 2011年10月23日閲覧。
17. 1 2  “格下げ判断の米Ｓ＆Ｐ、２兆ドルの計算ミスも「影響なし」”. CNN日本語Web版 2011年10月23日閲覧。
18. ↑  “Ｓ＆Ｐの米短期格付け維持、短期金融市場の安定に－ストラテジストら”. ブルームバーグ 2011年11月9日閲覧。
19. ↑  “米金融・債券市場＝急反落、欧州債務危機めぐる懸念和らぎ逃避買い後退”. ロイター・ジャパン 2011年11月12日閲覧。
20. ↑  “米金融・債券市場＝急上昇、米格下げ影響波及懸念からリスク資産売りが加速”. ロイター・ジャパン 2011年11月12日閲覧。
21. ↑  “米国株式市場＝急反落、Ｓ＆Ｐ５００は2009年2月以来の大幅な下げ”. ロイター・ジャパン 2011年11月12日閲覧。
22. ↑  “米国株式市場＝急落、米国債格下げや景気懸念が圧迫”. ロイター・ジャパン 2011年11月12日閲覧。
23. ↑  “インタビュー：米国債格下げは格付け会社としての責務＝Ｓ＆Ｐソブリン責任者”. ロイター・ジャパン 2011年10月23日閲覧。
24. ↑  “Ｓ＆Ｐ米国債格下げは早計な判断、根拠となる数字に誤り＝関係筋”. ロイター・ジャパン 2011年10月23日閲覧。
25. ↑  “ＳＥＣ、Ｓ＆Ｐの米格下げ「計算ミス」を調査へ”. ウォールストリート・ジャーナル日本語Web版 2011年10月23日閲覧。
26. ↑  “米ＳＥＣがＳ＆Ｐに対する法的措置を検討、07年のＣＤＯ格付け問題で”. ロイター・ジャパン 2011年10月23日閲覧。
27. ↑  “Ｓ＆Ｐシャーマ社長退任へ、後任にシティバンクのピーターソン氏”. ロイター・ジャパン 2011年10月23日閲覧。
28. ↑  “米国債の「ＡＡＡ」格付け、膨らむ財政赤字が脅威＝ムーディーズ”. ロイター・ジャパン 2011年10月23日閲覧。